# Chaetocladius rusticus
Chaetocladius rusticus är en tvåvingeart som först beskrevs av Maurice Emile Marie Goetghebuer 1932.  Chaetocladius rusticus ingår i släktet Chaetocladius och familjen fjädermyggor.
Artens utbredningsområde är Belgien. Arten har ej påträffats i Sverige. Inga underarter finns listade i Catalogue of Life.